# Počítání množství kráterů

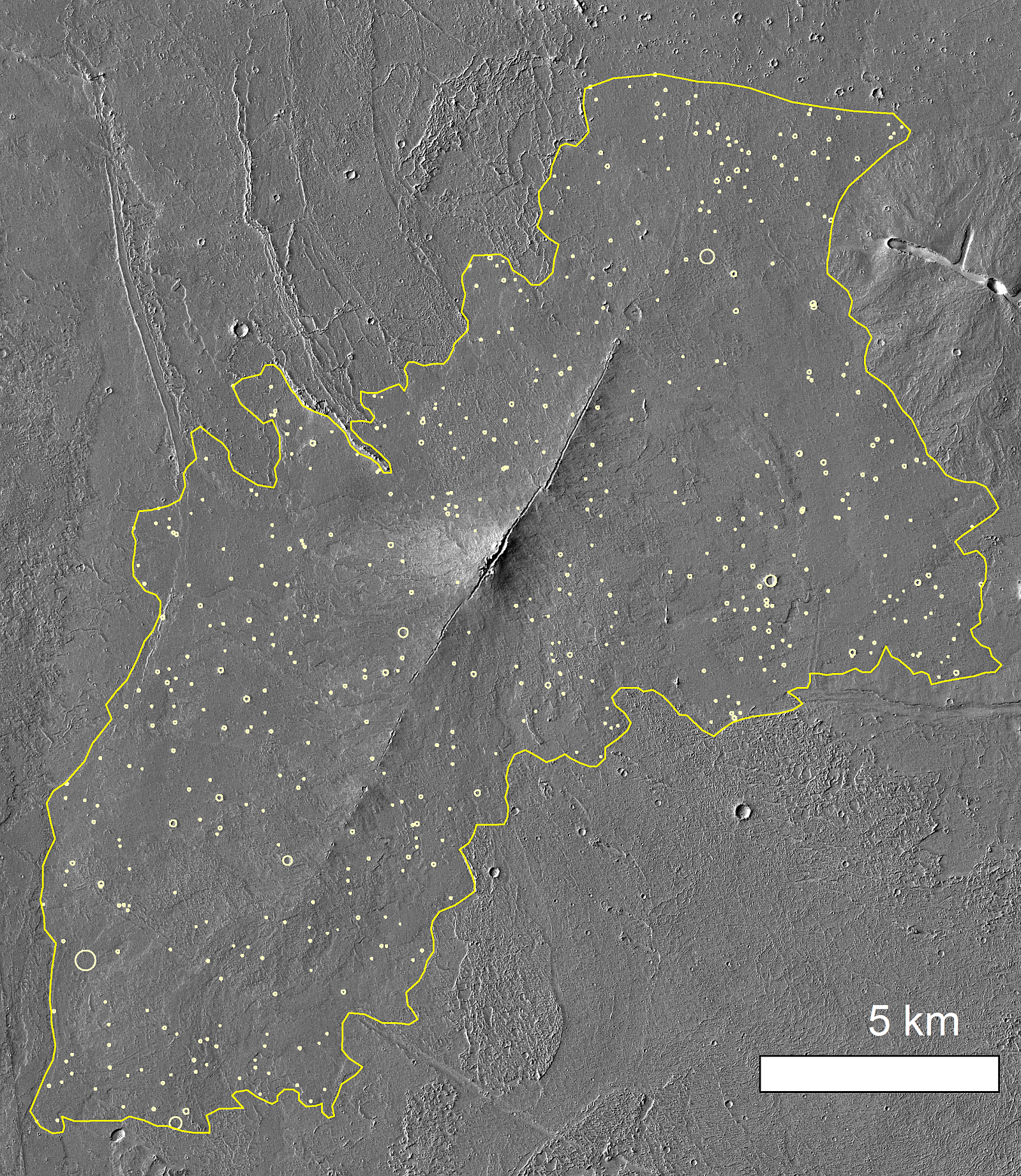
Snímek zachycuje sopku na povrchu Marsu v oblasti Tharsis. Vyznačená je hranice sopky a kroužky značí počítané impaktní krátery

Počítání množství kráterů je vědecká metoda používaná pro odhad stáří povrchu planet a měsíců s pevným povrchem. Je založena na hypotéze, že mladý, nově vytvořený povrch neobsahuje žádné impaktní krátery, s přibývajícím stářím povrchu roste počet impaktních kráterů, které na něm byly vytvořeny vlivem vzájemných kolizí. Metoda byla kalibrována na základě datování hornin dopravených na Zem během programu Apollo a Luna v 70. letech 20. století.
Metoda je založena na statistickém vyhodnocení kumulativního počtu impaktních kráterů na určité ploše povrchu. Určené stáří může negativně ovlivnit množství druhotných kráterů, které při započítání způsobí, že se oblast zdá starší, než je ve skutečnosti.